# ローラ・T91/00
ローラ・T91/00（Lola T91/00）は、ローラが設計・製造したオープンホイールレーシングカーである。1991年のインディカー・シーズンで使用された。戦闘力が高く、17戦中14回の優勝し、マイケル・アンドレッティが8回の優勝、8回のポールポジションを獲得し、シリーズチャンピオンチャンピオンを獲得。アル・アンサーJr.とアリー・ルイエンダイクが2勝、ボビー・レイホールとジョン・アンドレッティがそれぞれ1勝を挙げている。720–800 hp (540–600 kW) 発生するイルモア-シボレー 265-A V8ターボエンジンを搭載していた。
- ボビー・レイホールが駆るT91/00（1991年ラグナ・セカにて）
- アリー・ルイエンダイクが駆るT91/00（1991年ラグナ・セカにて）
- マリオ・アンドレッティ駆るT91/00（1991年ラグナ・セカにて）
- エディ・チーバー駆るT91/00（1991年ラグナ・セカにて）